# Odontophrynus cordobae
Espèce
Statut de conservation UICN

 LC  : Préoccupation mineure
Odontophrynus cordobae est une espèce d'amphibiens de la famille des Odontophrynidae.

## Répartition
Cette espèce est endémique d'Argentine. Elle se rencontre entre 1 450 et 1 600 m d'altitude dans les provinces de Córdoba et de Santiago del Estero,.

## Étymologie
Cette espèce est nommée en référence au lieu de sa découverte, la province de Córdoba.

## Publication originale
- Martino & Sinsch, 2002 : Speciation by polyploidy in Odontophrynus americanus. Journal of Zoology (London), vol. 257, no 1, p. 67-81.